# Elizabeth Cairns
Pas d'image ? Cliquez ici

a Compétitions nationales et continentales officielles uniquement.

b Matchs officiels uniquement.
Elizabeth Cairns est une joueuse internationale de rugby à XV américaine née le 23 octobre 1992, évoluant au poste de deuxième ligne.

## Biographie
Elizabeth Cairns naît le 23 octobre 1992. En 2022 elle joue pour le club des Life West Gladiatrix (en) en Californie. Elle est retenue en septembre 2022 pour disputer sous les couleurs de son pays la Coupe du monde de rugby à XV en Nouvelle-Zélande.